# Причиненко, Сергей Алексеевич
Сергей Алексеевич Причиненко (2 апреля 1960, Прилуки, Черниговская область) — советский и немецкий футболист, полузащитник. Мастер спорта СССР (1987).

## Карьера
Начал взрослую карьеру в черниговской «Десне», в её составе провёл два сезона во второй лиге. В 1980 году перешёл в «Таврию», с которой в том же сезоне вышел из первой лиги в высшую. В 1981 году сыграл 24 матча в высшей лиге за симферопольский клуб, однако «Таврия» не смогла удержаться на этом уровне и опустилась в первую лигу, а затем и во вторую. Сезон 1984 года футболист провёл в ЦСКА, сыграв 18 матчей и забив один гол в высшей лиге, затем вернулся в «Таврию». В 1985 и 1987 годах со своим клубом побеждал в зональном турнире второй лиги и становился чемпионом Украинской ССР. Всего за «Таврию» сыграл более 290 матчей.
С 1989 года до конца карьеры выступал в низших лигах ГДР и объединённой Германии за «Фалькензе-Финкенкруг».

## Достижения
- Победитель первенства СССР: 1980
- Чемпион УССР: 1985, 1987

## Семья
Его сын Денис, также профессиональный футболист, брат-близнец Владимир на большем промежутке карьеры выступал вместе с Сергеем в одних и тех же клубах, племянники Сергей (выступал на любительском уровне, позднее — боковой футбольный судья) и Станислав тоже стали футболистами.